# Анджей Браун
А̀нджей Браун (на полски: Andrzej Braun) е полски репортер, поет и писател на произведения в жанра съвременен и исторически роман, пътепис и биографичен роман.

## Биография и творчество
Анджей Браун е роден на 19 август 1923 г. в Лодз, Полша. Баща е полската дизайнерка Ева Браун, носителка на Оскар. баща му е директор на училище до Втората световна война. След завършване на гимназията през 1939 г. кандидатства във военното училище в Гдиня.
След избухването на Втората световна война семейството е репатрирано в Краков, откъдето отиват в село Нарама, където баща му става учител до края на окупацията. От 1940 г. Анджей участва в нелегалния Съюз за въоръжена борба, а през 1944 г. става партизанин в Армия Крайова.
След войната прави своя литературен дебют в седмичника „Лодката“ в Лодз през 1948 г. Учи полската филология в Университета в Лодз и Университета на Вроцлав, и драма в Държавната театрална академия във Варшава.
От 1949 г. работи в културния отдел на Централния комитет на Комунистическата партия. В периода 1950 – 1952 г. е член на редакционната колегия на седмичника „Нова култура“ и „Флаг на младежта“. В периода 1953 – 1954 г. работи в болницата на полския Червения кръст в Северна Корея, и периода 1954 – 1956 г. е военен кореспондент на вестник „Народна трибуна“ в Пекин. В периода 1957 – 1963 г. работи като литературен режисьор на филма „Пътят“, а през 1963 – 1966 г. е редактор в телевизията. През 1973 – 1974 г. е стипендиант в университета на Айова в САЩ.
От 1975 г. е президент на полския клуб „Конрад“, в периода 1990 – 1993 г. е председател на Асоциацията на полските писатели, а от 1994 г. завежда отдела по култура при президента на Полша. През 1976 г. посещава Венецуела, Колумбия, Еквадор, Панама и Карибите.
Първият му роман „Леванти“ е публикуван през 1952 г. Той е първата книга за корабостроителницата в Гданск, в който герои са строители от нея.
Анджей Браун умира на 9 ноември 2008 г. във Варшава.

## Произведения

### Самостоятелни романи
- Lewanty (1952)
Леванти, изд. „Народна култура“, София (1954), прев. Димитър Икономов
- Zdobycie nieba (1964)
- Próżnia (1969)
- Próba ognia i wody (1975)
През огън и вода, изд.: ИК „Г. Бакалов“, Варна (1978), прев. Трифон Пухлев (Библиотека Океан)
- Bunt (1976)
- Rzeczpospolita chwilowa (1982)
- Wallenrod (1990)
- Królestwo konieczności (2000)

### Поезия
- Szramy (1948)
- Reportaż serdeczny
- Młodość (1953)
- Wiosna sześciolatki (1951) – с Анджей Мандалианем и Виктор Ворожилским

### Разкази
- Zwycięzcy znad Tatu-Ho
- Piekło wybrukowane i inne opowiadania (1953)
- Noc długich noży (1961)

### Докементалистика
- Samolotem i lektyką (1957) – пътеписи от Далечния изток
- Śladami Conrada (1972) – за писателя Джоузеф Конрад

### Екранизации
- 1979 Próba ognia i wody – по романа